# Julianus
Flavius Claudius Julianus (latinsky FLAVIVS CLAVDIVS IVLIANVS, řecky Φλάβιος Κλαύδιος Ἰουλιανός, později pod křesťanským vlivem označován jako Julianus Apostata, řecky Ἰουλιανὸς ὁ Ἀποστάτης, tj. „Odpadlík“, ve starší české literatuře uváděn jako Julián; 331 v Konstantinopoli – 26. června 363 poblíž vesnice Maranga u řeky Tigris) byl od roku 355 mladší císař Constantia II. a v letech 360/361 – 363 samostatný římský císař. Jeho krátká samostatná vláda se vyznačovala intenzivním reformním úsilím s cílem zvrátit socio-politický vývoj nastolený předchozími křesťanskými císaři a obrodit antickou společnost na nikoli křesťanském, ale pohanském náboženském základě prostřednictvím jednotného státního kultu propojeného s novoplatonskou filosofií. Ve skutečnosti Julianus usiloval o realizaci mnohem širšího politického programu, který byl ovšem zastíněn takto vzniklým náboženským konfliktem. Jeho náhlá smrt v průběhu válečného tažení proti sásánovské Persii však pohřbila jakoukoliv naději na restauraci tradičních poměrů, ačkoliv Julianovi nástupci se až do doby Theodosia I. stavěli vůči stoupencům pohanského náboženství poměrně tolerantně.
Julianus byl všestrannou činorodou osobností – získal vzdělání v právu i v rétorice, měl vojenské schopnosti, byl nadaným řecky píšícím literátem a novoplatónsky orientovaným myslitelem.

## Před nástupem na trůn

### Dětství a mládí
Julianus, narozený v roce 331 v Konstantinopoli, byl synem Julia Constantia, nevlastního bratra císaře Konstantina I., a jeho druhé ženy, Basiliny. Jeho prarodiči po otci byli císař Constantius Chlorus a jeho druhá žena, Flavia Maximiana Theodora. Během zmatků po Konstantinově smrti v roce 337 se Constantius II., Julianův ariánství oddaný bratranec, nijak nesnažil zabránit masakru Julianovy rodiny (není vyloučeno, že jej sám nařídil), čímž chtěl docílit upevnění vlastního mocenského postavení. Mnoho členů konstantinovské dynastie pocházejících z druhého manželství Constantia Chlora a Theodory padlo tomuto běsnění za oběť. Jedinými mužskými příbuznými císaře Konstantina, kteří toto běsnění přežili, byli Konstantin II., Constantius II., Constans, Julianus a Julianův nevlastní bratr Gallus. První tři jmenovaní byli ustaveni augusty, přičemž každému z nich byla přidělena správa třetiny říše. Constantiovi, který panoval na východě, byla rovněž svěřena výchova jeho nezletilých bratranců, Juliana a Galla.
Julianus žil poté rok v Nikomédii u svého vzdáleného příbuzného ariánského biskupa Eusebia. Později byl vzděláván Gótem Mardoniem, gramatikem Nikoklem a rétorem Hekeboliem. Rovněž císař Constantius se staral o Julianovo vzdělávání. Po několika letech v Konstantinopoli se v roce 345 vrátil na příkaz císaře zpět do Nikomédie. Od roku 346 žil společně se svým bratrem Gallem na velkostatku Macellum v Kappadokii.
Julianus byl sice veden k arianismu, četl ale také spisy pohanského rétora a učitele Libania, nicméně nebyl jeho žákem, neboť jeho učitel Hekebolios byl Libaniovým sokem a také Constantius nechtěl svého bratrance vystavit vlivu tohoto svárlivého pohana. Julianus si však obstaral Libaniovy přednášky, které velmi důkladně prostudoval. To se mělo stát prvním krokem k jeho pozdějšímu odpadnutí od křesťanství.

### Odvrácení od křesťanství
Julianus brzy navázal kontakty se stoupenci filozofického směru novoplatonismu. Odebral se do Pergamu, kde přednášel filozof Aidesios. Díky stykům s jeho žákem Maximem z Efesu, kterého si velmi vážil, došlo zřejmě někdy v tomto období k jeho vnitřnímu odvrhnutí křesťanské víry. Tento proces byl zřejmě ještě posílen v roce 354 po popravě jeho bratra Galla, kterého Constantius obvinil z velezrady, a po následném Julianově uvěznění. Podle mnoha historiků se Julianus přiklonil k pohanství již v roce 351, třebaže na veřejnosti nadále vystupoval jako přesvědčený křesťan, což dokumentují z určitých Julianových výroků, stejně jako z jedné řeči Libania, který v této souvislosti přikládal zvláštní význam právě zmíněnému Maximovi. Podle některých novějších názorů se sice Julianus již před rokem 360 ztotožňoval s některými pohanskými postoji, to ovšem bylo pro pozdně antické křesťany typické. Teprve po smrti Constantia II. se prý Julianus skutečně odvrátil od křesťanství.
V letech 354 až 355 byl Julianus svým nedůvěřivým bratrancem fakticky vězněn ve městě Como nedaleko Milána. Po osmi měsících byl propuštěn a přinejmenším navenek zůstával křesťanem. Ale pravděpodobně již v roce 355 se nechal zasvětit do eleusínských mystérií. Ve stejném roce zahájil v Athénách společně s pozdějšími církevními Otci Grégoriem z Nazianzu a Basileiem z Kaisareie studium novoplatonismu u filozofa Priska. Již po několika týdnech je však musel přerušit, neboť byl povolán na dvůr svého bratrance Constantia II.

### Jmenování caesarem, tažení v Galii
6. listopadu 355 byl po zdolání Silvanovy uzurpace jmenován Constantiem II. na návrh nové císařovny Eusebie caesarem, tedy císařem podřízeným Constantiovi. Jako poslední přeživší člen konstantinovské dynastie vedle samotného císaře se měl starat o západní část impéria, zatímco Constantius se chystal na východ proti perským Sásánovcům. K posílení vazeb mezi oběma císaři přispěla také Julianova svatba s císařovou sestrou Helenou v témže roce.
1. prosince vyrazil za doprovodu velitele vojska Ursicina do Galie. Po přezimování ve Vienne zahájil v následujícím roce své tažení proti Germánům na Rýně. Překvapivým útokem dobyl zpět pro Římany Colonii (dnešní Kolín nad Rýnem) a uzavřel mír s germánskými kmeny, které toto město ohrožovaly. Další zimu pobýval v Senonae. Pravděpodobně teprve v této době byl Constantiem jmenován vrchním velitelem galských legií.
V Senonae porazil Julianus Germány, kteří chtěli město oblehnout. V létě roku 357 porazil po tvrdém boji veliké vojsko Alamanů v bitvě u Argentorate (dnešní Štrasburk). Historik Ammianus Marcellinus, který byl tehdy podřízeným velitele Ursicina, podává o tom ve svém díle velmi výstižný výklad. Po této bitvě prý chtělo vojsko provolat Juliana augustem (císařem), ten to však odmítl.
V roce 358 porazil Franky na Dolním Rýně a usadil je poblíž dnešního německého města Xantenu. Díky svým úspěchům získal Julianus v očích svých vojáků značný respekt, což jim ovšem přesto nebránilo hrozit vzpourou, jakmile se zkomplikovala zásobovací situace. Tomu ale Julianus dokázal zabránit. Později v témže roce vedl mírová jednání s různými alamanskými náčelníky a poté přezimoval v Lutetii, v dnešní Paříži.
Alamani zůstávali nadále neklidní, takže v roce 359 proti nim Julianus vedl několik trestných expedic. Aby zajistil hranice říše, nechal znovu vybudovat několik dříve zničených měst, která mu pak posloužila jako zásobovací základny. Přitom byl podporován částí Alamanů, jež dodržovala dohody uzavřené v předcházejícím roce. Cílenými útoky proti nepřátelským germánským náčelníkům na druhém břehu Rýna nakonec Julianus dosáhl uzavření míru s většinou zarýnských barbarů.
Julianus nebyl v Galii činný jen v oblasti vojenství. Zabránil zvyšování daní galským praefectem praetorio Florentinem a sám převzal správu provincie Belgica Secunda, přičemž se projevil také jako velmi schopný administrátor.

### Střet s Constantiem
Constantius měl svého caesara v oblibě asi tolik jako trn v oku. Pod (ne zcela neodůvodněnou) záminkou tažení proti Persii požádal Juliana v roce 360, aby na východ odeslal velkou část svých vojáků a důstojníků. Vybraní vojáci se však vzbouřili a v únoru nebo březnu roku 360 provolali Juliana v Lutetii augustem. Ten nejprve opět odmítal, pak se ale nechal podle germánské tradice vyzvednout na štít a prohlásit císařem.
Nicméně existují důkazy o tom, že celá tato událost byla zinscenována samotným Julianem, poněvadž svým vojákům slíbil veliké donace (dary při nástupu nového císaře), krom toho se záměrně přesunul na trasu, po které měli jít převelení vojáci na východ. Také popis údajného Julianova počátečního zdráhání před přijmutím diadému odpovídá tehdejší tradici chvalořečí na panovníky.
Aby se ospravedlnil, rozeslal četné dopisy do Říma, Konstantinopole, Athén, Sparty a Korintu, v nichž zdůrazňoval, že byl k přijetí císařské hodnosti donucen proti své vůli. Současně kritizoval Constantiem žádané přeložení vojsk, přesto se ale pokusil dospět k dohodě s Constantiem, na což však již bylo pozdě. V této souvislosti je nutné si uvědomit, jak nakládal Constantius se všemi, u nichž měl podezření, že touží po císařském purpuru, i fakt, že nesl nelibě Julianovy úspěchy a oblibu u vojska. Převelení nejzdatnějších vojáků pod Constantiovo velení vyhodnotil Julián (a zřejmě ne neopodstatněně) jako své záměrné oslabení, které by umožnilo Constantiovi nakládat s Julianem jako s ostatními příbuznými.
Poté, co uspořádal poměry na Rýně a veškerá jednání s Constantiem skončila nezdarem, se na konci léta roku 361 začal připravovat k tažení proti Constantiovi a otevřeně se svěřil do ochrany starým bohům. Také Constantius se připravoval na vojenský střet, a uzavřel proto příměří s Peršany. Avšak dříve než došlo k boji, Constantius II. 3. listopadu 361 neočekávaně zemřel. Ještě předtím měl údajně Juliana určit za svého právoplatného nástupce.

## Vláda

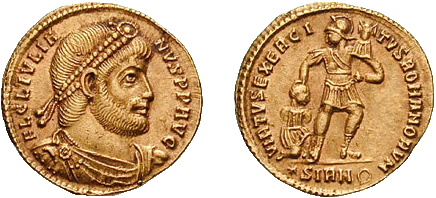
Julianův Solidus. Na zadní straně je znázorněna vojenská síla římského impéria.

O smrti svého bratrance se Julianus dozvěděl v Dácii. 11. prosince 361 vstoupil nový císař do Konstantinopole, kde nechal svému předchůdci uspořádat pohřeb. Důležité pozice ve státní správě okamžitě obsadil svými stoupenci a současně snížil stavy za Constantia tolik rozbujelé státní byrokracie. Aby uklidnil vojáky, dal v narychlo zorganizovaných procesech popravit některé vysoké veřejné činitele svého předchůdce, leckdy i pro nepatrné prohřešky.
Julianus zamýšlel stejně jako Augustus před téměř 400 lety dosáhnout partnerského vztahu se senátem jako prostředníkem mezi císařem a lidem. Julianův úmysl se ale setkal s nepochopením, neboť jeho současníci byli příliš navyklí na pozdně antický způsob vlády, který se již značně lišil od způsobu panování z Augustovy doby. Samotní Julianovi přátelé a obdivovatelé shledávali toto jeho jednání nevhodným a zmateným.
Julianus byl jediným římským císařem, který odpadl od křesťanství zpět k pohanství. Konstantin Veliký využil svého upřednostnění křesťanství k zásahům proti do té doby všemocným pohanům a k ničení jejich chrámů. Sám však neměl v úmyslu učinit z křesťanství státní náboženství. To uskutečnil teprve Theodosius I. na konci 4. století. Konstantinovi nástupci sice pohanům odňali jejich četné výsady a privilegia, přesto byly pohanské kulty i nadále tolerovány.
Tento pozvolný vývoj ke křesťanskému římskému impériu se Julianus snažil zvrátit. Třebaže již několik let zřejmě tajně uctíval staré bohy, teprve na konci roku 361 se s křesťanstvím definitivně rozešel, když krátce po pohřbu svého předchůdce přikročil k otevřené demonstraci svého náboženského postoje obětováním zvířat podle starodávných zvyků.

### Opatření proti křesťanství
Následně Julianus přistoupil k omezování vlivu křesťanství. Nejprve se pokusil zákonnými prostředky znemožnit křesťanům v působení na zbytek římské společnosti, přičemž nechal propustit vedoucí úředníky a vojáky vyznávající křesťanství. Dále obnovil zrušené pohanské kulty a zničené chrámy. V roce 362 zakázal křesťanským učitelům přednášet o klasické literatuře. Tím chtěl docílit, aby o dílech antických filozofů a literátů nepřednášeli lidé, kteří sami nevěří tomu, co vyučují (tento zákon zůstal v platnosti i později v době panování Julianových křesťanských nástupců). Křesťané se měli nadále spokojit pouze s Biblí, což ovšem po konečném vítězství křesťanství přispělo k úpadku znalosti antické literatury, filozofie a mravních hodnot. Toto Julianovo kontroverzní rozhodnutí patří v moderním bádaní k nejčastěji diskutovaným a bylo kritizováno i jinak císařovi nakloněným Ammianem Marcellinem.
Křesťané si byli plně vědomi, čeho chce Julianus svým ediktem dosáhnout, avšak jeho snaha, aby křesťanští filozofové a rétoři konvertovali k pohanství, zůstala bez odezvy. Starořímský řečník Marius Victorinus a Julianův učitel v Athénách Prohairesios dali před konverzí přednost složení svých úřadů.
Třebaže Julianus otevřeně nenařídil pronásledovat křesťany (nedal popravit žádného křesťana kvůli jeho víře, jak bylo líčeno v některých pozdějších pramenech), jeho politika vyústila v četné útoky proti křesťanům, jimž se Julianus nesnažil bránit. Nakonec se i Julianus stal zapáleným odpůrcem křesťanství. Všechny biskupy vypovězené jeho předchůdcem dal povolat z vyhnanství zpět. Toto jeho na pohled mírné opatření mělo ve skutečnosti za cíl rozdmýchat v církvi chaos, neboť uprázdněné biskupské stolce byly mezitím obsazeny dalšími biskupy. Ammianus píše o tom, jak si Julianus nechal do paláce pozvat vůdce znepřátelených sekt, jejichž argumenty dobře znal, a posmíval se jim, aby si tak dopřál příjemnou zábavu při pohledu na jejich vzájemné rozepře. Někteří autoři tvrdí, že Julianus stranil ariánům (možná proto, že jeho matka Basilina byla ariánkou). Zdá se však, že se spíše jednalo o Julianův taktický tah, kterým chtěl podkopat postavení nikajského vyznání.
Třetí a rozhodující krok proti křesťanství představoval Julianův filozofický útok na církev. Ve svém díle Contra Galileos („Proti Galilejským“, rozumí se křesťané) a v mnoha svých dopisech poukazuje na chyby a nebezpečí „galilejské víry“ a křesťany vykresluje jako odpadlíky od židovství, jež naproti tomu pokládá za velmi staré a všeobecně akceptované náboženství.

### Neúspěšný experiment – pohanská církev
Tento Julianův nejdůrazněji prosazovaný a nejambicióznější projekt ztroskotal již za jeho života. Julianus usiloval o vytvoření jakési pohanské státní církve, která by sdružovala nejvýznamnější pohanské kulty zastřešené novoplatónskou filozofií, její vnitřní struktura by odpovídala organizaci křesťanské církve, a stala by se tak její protiváhou. Především v oblasti charitativních opatření se měla Julianova pohanská církev přiblížit křesťanství, a zbavit ho tak vlivu v sociální oblasti, jež jej činila tolik populární v očích prostého lidu. Tato Julianova víceméně teoretická konstrukce však nenacházela v pohanství žádné opory. Jím v provinciích jmenovaní pohanští veleknězi, kteří byli často jen vlažnými stoupenci pohanství, se nedokázali vyrovnat významu a důležitosti křesťanských biskupů.
Julianova zbožnost, v níž často nečinil rozdíl mezi filozofií a vírou, se jeví značně chaotická a heterogenní. Jeho víra byla podivnou směsicí novoplatonismu a orientálních pohanských kultů, v nichž zaujímal důležitou roli bůh Hélios. Se starými božstvy antického Řecka měl spíše méně co do činění, i když „klasickým“ bohům Diovi nebo Athéně přisuzoval významné postavení.
Ammianus Marcellinus, který sám nebyl křesťanem, kritizoval císařovu pověrčivost a zálibu v obětování, která během jeho pobytu v Antiochii, kde většina křesťanských obyvatel trpěla hladem, měla přivodit své následky. Podle některých křesťanských pramenů prý dokonce císař tajně vykonával lidské oběti (aby z jejich vnitřností mohl zjišťovat budoucnost). Taktéž do války proti Peršanům, jež skončila jeho smrtí, vytáhl na základě falešného proroctví Sibylliných knih, neboť věštba mu slibovala vítězství.
Julianus přivodil (byť jen dočasný) obrat v římské politice vůči židům, kterých si cenil kvůli jejich pevnému lpění na víře svých otců. Ve svých dílech je líčil jako ty, kteří setrvali na správné cestě, z níž naopak Galilejci sešli. Jejich pevnost ve víře pak dával za vzor pohanům. Jeho náklonnost k židovství vyjadřuje také fakt, že Julianus sám sebe označoval dokonce za stoupence Abraháma. To ale nelze nijak přeceňovat, neboť ačkoliv upřednostňoval židy před křesťany a vyjadřoval se o některých prvcích jejich náboženství velmi pozitivně, pouze pokračoval v politice dřívějších pohanských císařů, kteří udělovali židům různá privilegia. Julianus plánoval znovu vybudovat židovský chrám v Jeruzalémě. K tomu však z důvodu jeho náhlé smrti nedošlo.

### Ostatní vnitropolitické činy
Julianus vystupoval proti korupci a také vůči neschopným rádcům svého předchůdce, i když mnohé z úředníků nebo vojáků propustil spíše kvůli jejich křesťanské víře. Dbal o efektivní státní správu, podporoval města a intenzivně se staral o soudnictví a vojsko, kterému vděčil za svůj vzestup. Tato jeho činnost byla vysoce respektována také křesťanskými historiky, kteří mu jinak v náboženských záležitostech nemohli přijít na jméno. Mnoho jeho plánů však zůstalo z důvodu časné smrti nedokončeno.
Obzvláště ležel Julianovi na srdci vzdělávací systém. Trvalý dopad měl především jeho výše zmíněný rétorský edikt, který byl jeho křesťanskými nástupci ponechán v platnosti, protože státu umožňoval zasahovat do způsobu vzdělávání. Zatímco o přiměřenosti tohoto ediktu a s ním spojených opatření se lze přít, Julianův přínos pro knihovnu v Konstantinopoli je nezpochybnitelný. Jeho předchůdce Constantius II. položil v roce 356 její základy. Julianus knihovně věnoval celou svou rozsáhlou soukromou sbírku knih a nechal jí vybudovat reprezentativní místnosti. Kromě toho podporoval akademii v Athénách, na které před svým jmenováním caesarem studoval a na níž učil jeho přítel Priskos.

### Julianův pobyt v Antiochii
Před zahájením svého perského tažení v roce 363 strávil Julianus několik měsíců v Antiochii na Orontu, jednom z největších měst říše, v té době již silně christianizovaném. Zde se jeho politika setkala s ostrým odmítnutím. I přes špatnou zásobovací situaci způsobenou suchem a zemětřesením se Julianus zdráhal podělit se s obyvateli města o zásoby shromážděné pro válečné tažení. Záhy vzniklo napětí mezi ním a městskou radou, jejíž členy podezíral, že chtějí využít špatné úrody k vlastnímu majetkovému prospěchu. Julianus přitom vycházel z mylné domněnky, že ve skutečnosti existuje dostatečné množství potravy, která je ale zadržována v rukou menšiny, a sám proto odmítal jakkoliv zasáhnout. To mu ovšem na popularitě mezi obyvateli města nepřidalo.
Jeho vystupování jako asketického, vousatého filozofa a jeho moralizující způsoby spíše snižovaly jeho vážnost, neboť jeho chování se značně rozcházelo s tehdejší představou o chování pozdně antického císaře. Jeho puritánsky působící vzezření narazilo u obyvatel města, oddávajících se radostem života, brzy na odpor. Později přerostla atmosféra vůči císaři v otevřené nepřátelství, což Juliana přimělo k sepsání jeho satiry Misopógón („Nepřítel vousaté brady“). Po požáru Apollónova chrámu nechal uzavřít všechny křesťanské kostely, aniž by měl důkaz o tom, že chrám byl zapálen křesťany.

### Perské tažení

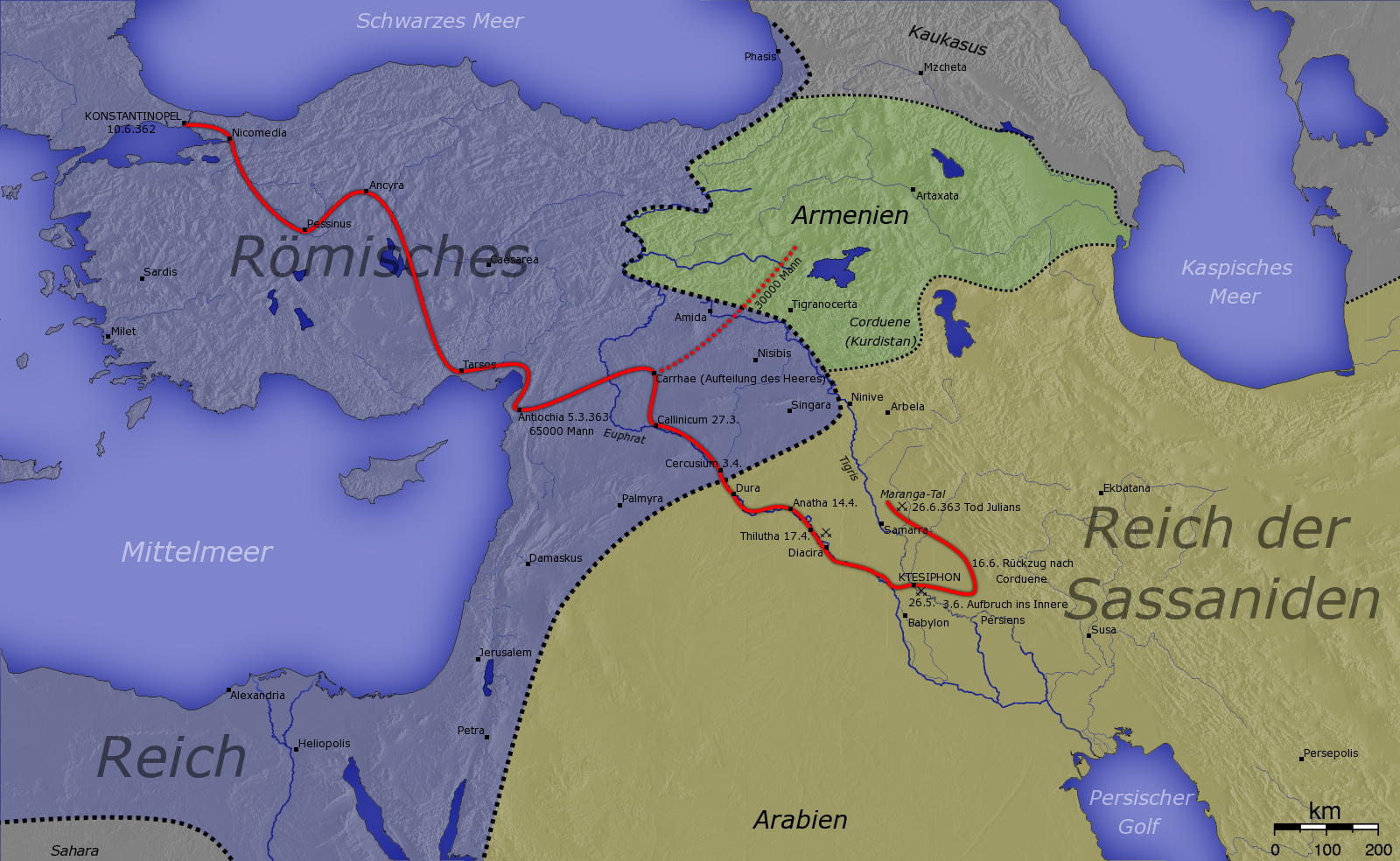
Mapa Julianova perského tažení

Motivy perského tažení, jedné z největších vojenských operací pozdní antiky, nejsou zcela jasné. Cílem bylo zřejmě zajištění východní hranice, třebaže nelze ani vyloučit, že se Julianus chtěl stát „druhým Alexandrem“, kterého společně s Traianem, slavným vítězem nad Parthy, a Marcem Aureliem pokládal za svůj vzor.
Julianus prý chtěl sesadit velkokrále Šápúra II. a nahradit ho nějakým princem z dynastie Sásánovců, čímž by z Persie učinil stát závislý na Římě. Ačkoliv Constantius II. neuzavřel s Šápúrem nikdy mír, tažení na východ nebylo nezbytně nutné, poněvadž i po nadmíru úspěšném tažení do Sýrie v roce 360 se Peršané nakonec stáhli zpátky do Mezopotámie a situace na hranici si nevyžadovala rozhodnou akci. Peršané chtěli s Julianem vyjednávat, to však císař odmítl. Ammianus poukazuje na to, že Julianus byl příliš dychtivý vítězství nad Peršany. Možná si tak hodlal zajistit vyšší loajalitu své armády (polovina jeho vojáků se ještě před nedávnem připravovala pod Constantiem k boji právě proti němu). S vojenským vítězstvím spojená moc a sláva by nepochybně zlepšily komplikované vztahy mezi císařem a jeho generály. V pozdějším průběhu výpravy přesto docházelo opakovaně k popravám důstojníků, a dokonce k decimaci některých vojenských oddílů. Císařovu bojovnost očividně sdílela pouze malá část vojáků, zvláště když strategie jeho předchůdce Constantia vyhýbat se otevřené bitvě se nakonec ukázala jako vhodnější alternativa.
5. března 363 překročil Julianus doprovázený velkým vojskem hranice s Persií. Početní údaje armády se v pramenech značně liší: Zósimos udává zřejmě nejrealističtější počet 65 000 mužů. V boji uplatňoval stejnou strategii, jakou s úspěchem použil již v Galii, a rychle postoupil směrem k Eufratu. Po příchodu do Mezopotámie rozdělil císař vojsko na dvě části. V čele většího uskupení zamířil na jih do Asýrie a Babylonie. Jeho generálové Procopius a Sebastianus měli zatím s podporou římského spojence a arménského krále Arsaka zajistit severní břeh řeky Tigris. 27. března překročil Julianus Eufrat. Velké podpory se mu dostalo ze strany lokálních perských vazalů, kteří se vzdali a do dalších bojů mu proti svým dřívějším pánům poskytli vlastní vojáky.
Na počátku dubna dosáhla římská armáda města Dura Európos, kde Julianus navštívil hrob jednoho svého předchůdce Gordiana III. Během dalšího postupu Asýrií Julianovi vojáci dobyli mnoho perských měst a pevností a dosáhli podrobení dalších místních náčelníků. Po obsazení pevnosti Maiozamalcha se Římané přiblížili k perskému hlavnímu městu Ktésifóntu.
Po dosažení kanálu mezi Eufratem a Tigridem stanuli Římané konečně před branami rezidence perských králů. Avšak dosavadní slabý odpor Peršanů začal povážlivě narůstat. I přes vítězství nad silným perským vojskem proto římští velitelé, kterým Julianus nedopřával příliš sluchu, vyzývali císaře ke složení obléhacích zařízení a k ústupu. Ten nakonec jen velmi neochotně souhlasil a vydal rozkaz ke zpátečnímu pochodu, také pod vlivem neustále se zhoršující zásobovací situace, způsobené perskou taktikou spálené země. Loďstvo doprovázející po řece římské vojsko nechal Julianus zapálit, aby nepadlo do rukou nepřítele. Obrovské vyčerpání vojáků si ale brzy vyžádalo krátký oddech. 16. června zřídili Římané tábor, který byl však stále častěji ohrožován drobnými, ale vytrvalými perskými nájezdy.

## Smrt
Ty se sice podařilo odrazit, ovšem postavení Římanů bylo nadále velice svízelné. Několik dní na to byl Julianus během jednoho perského útoku smrtelně zasažen oštěpem do břicha. Ammianus Marcellinus říká, že při pronásledování ustupujících Peršanů se Julianus vydal příliš daleko dopředu. Nelze ani zcela vyloučit, že oštěp byl hozen nějakým křesťanským vojákem v římské armádě. Julianus byl přenesen do svého stanu, kde si naposledy promluvil s důstojníky a krátce poté svému zranění podlehl. Zemřel 26. června asi poblíž moderní Samarry na místě které se jmenovalo „Frygium“ či podle jiných „Asie“, u řeky Tigris ve věku 32 let, tedy stejně starý jako jeho velký vzor – Alexandr. Podle pověsti prý když umíral, vyhodil svoji krev z rány proti nebi a zvolal: „Zvítězil jsi, Galilejský!“.
Během svého celkově nedostatečně naplánovaného a ukvapeného tažení proti Sásánovcům, které představovalo největší vojenskou akci, jakou kdy Římané proti Peršanům podnikli, dosáhl Julianus několika vítězství v mnoha drobných střetech, a dokonce postoupil až k perskému hlavnímu městu, válku však vyhrát nedokázal. Zřejmě podcenil jak sílu svého nepřítele, tak zdejší klimatické podmínky. Julianovy ostatky byly nejprve pohřbeny v Tarsu, později byly přeneseny do Konstantinopole. Jeho velké plány nebyly uskutečněny. Úplnému vítězství křesťanství již nic nebránilo.

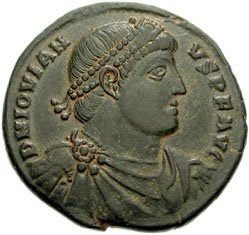
Julianův nástupce Jovianus

Julianem vymřela konstantinovská dynastie, neboť jeho jediná dcera zemřela ještě v útlém věku. Za jeho nástupce byl kolegiem velitelů, kteří sloužili pod Julianem, vybrán Jovianus, důstojník vyznávající křesťanství, jehož otec zastával vysokou vojenskou hodnost již za císaře Constantia II. První věcí, kterou musel Jovianus udělat, bylo uzavření nevýhodného míru s perským králem Šápúrem II., čímž zaplatil účet za Julianovo východní dobrodružství. Tento mír, který mnoho Římanů považovalo za potupu, poskytl Římu čas k přeskupení sil, pro Sásánovce však znamenal více než pouhý strategický úspěch, nýbrž především významné a vysoce prestižní vítězství. Od doby Juliana postoupil tak daleko na východ při svém tažení až císař Herakleios na počátku 7. století.
Dějiny římské říše se nakonec vyvíjely jinak, než jak Julianus a mnoho jeho obdivovatelů doufalo: Za vlády jeho nástupce bylo sice pohanství opět tolerováno, nicméně již na konci 4. století učinil Theodosius I. z křesťanství jediné státní náboženství. Pohanství v říši nadále přetrvávalo až do 6. století, i když postupně ztrácelo na významu. Julianova představa o návrat ke stavu před Konstantinovým nástupem se ukázala být zcela iluzorní, což vyšlo jasně najevo již při neúspěchu Julianovy snahy o zřízení pohanské státní církve a také při jeho pobytu v Antiochii. To nemohly zamlčet ani oslavné řeči Ammiana a Libania nad hrobem vládce, jehož smrt byla přijata v mnoha městech říše s ulehčením.

## Hodnocení
Julianův život a vláda se brzy staly předmětem děl pohanských a křesťanských spisovatelů, přičemž první jeho nakonec marný boj o zachování starého náboženství chválili, zatímco druzí chtěli na jeho příkladě ukázat neslavný osud odpadlíka od církve.
Pohanští autoři jej pokládali za tragického hrdinu. Eutropius píše o výjimečném muži, který výtečně spravoval říši, avšak nebylo mu dáno dostatek času. Také řečník Libanios, historik Ammianus Marcellinus, Julianův osobní lékař Oreibasios a Zósimos, stejně jako mnozí jiní stoupenci staré víry vykreslovali Julianovu vládu v nejlepších barvách, třebaže mnohým pohanům bylo zřejmé, že Julianova snaha byla celkově neúspěšná.
Zcela odlišně jej viděli jeho křesťanští současníci. I když někteří jako třeba Orosius mu prokazují respekt, je jejich hodnocení veskrze negativní. Prudentius ho shledal nevěrným Bohu, Theodoretos se o něm vyjadřoval jako o nenávistném, páchnoucím praseti a církevní otec Hieronymus jej označoval za vzteklého psa, jehož brzká smrt byla zaslouženým trestem za jeho příklon k pohanství. Dodatečně byl Julianus označen církví přídomkem Apostata („Odpadlík“). Tato nelichotivá přezdívka se udržela až do středověku a pokřivovala hodnocení tohoto vládce i v očích dalších generací.
Teprve v době renesance byl Julianus hodnocen v pozitivnějším světle. Především humanisté jako Erasmus Rotterdamský považovali Juliana za dobrého císaře. Také osvícenci jako Montesquieu, Voltaire nebo anglický historik Edward Gibbon se zmiňovali o Julianovi jako o příkladném panovníkovi. Moderní historici hodnotí Juliana rozporuplně. Julianovou smrtí prý ani tak nedošlo ke skončení nadějného vývoje jako spíše romantického anachronismu.
Otázku, zda skutečně bylo ještě možné zastavit vzestup křesťanství a navrátit se k uctívání starých bohů, nelze jednoznačně zodpovědět. Avšak přinejmenším na východě říše zapustilo křesťanství již tak silné kořeny, že to bylo zcela vyloučené. Zvlášť když samotné pohanství netvořilo žádný homogenní celek, nýbrž bylo značně roztříštěné a projevovalo jisté známky úpadku (všeobecná tendence k přechodu k monotheismu, například kult Sol Invictus).
O Julianově tažení proti Sásánovcům panuje mezi historiky shoda v tom, že bylo velmi špatně naplánované a provedené. Jeho neslavný pobyt v Antiochii každopádně zostřil vzájemné napětí mezi křesťany a pohany, což bylo ještě umocněno jeho do značné míry tvrdým postupem. Příznačná je skutečnost, že jeho nástupce, který byl vybrán vojskem, byl znovu křesťan. Pozitivní na Julianovi byla bezpochyby jeho inteligence a vzdělání. Také je pokládán za skromného a pracovitého člověka, který byl schopný i sebeironie, jak to ostatně dokládá jeho spis Misopógón. Jeho tolik velebená tolerance se ale nevztahovala na křesťany.

## Odkazy

Ioulianou autokratoros ta sozomena, 1696